# Kopytnik kanadyjski
Kopytnik kanadyjski (Asarum canadense L.) – gatunek rośliny z rodziny kokornakowatych (Aristolochiaceae Juss.). Występuje naturalnie w zachodniej części Ameryki Północnej, na obszarze od Missisipi i Karoliny Południowej w Stanach Zjednoczonych po Quebec, Manitobę i Ontario w Kanadzie. 

## Morfologia
PokrójByliny kłączowe.
LiścieZebrane w parach, mają kształt od nerkowato sercowatego do nerkowatego. Mierzą 4–8 cm długości oraz 8–14 cm szerokości. Blaszka liściowa ma wierzchołek zaokrąglony do tępego. Ogonek liściowy jest nagi i ma 6–20 mm długości.
KwiatySą promieniste, obupłciowe, pojedyncze, wyprostowane. Okwiat ma cylindryczny kształt, od zewnętrznej strony ma purpurową barwę i jest omszony, natomiast od wewnątrz jest biały lub zielonkawy. Listki okwiatu są o spiczastym wierzchołku.

## Biologia i ekologia
Rośnie w lasach zrzucających liście. Kwitnie od marca do lipca.